# Zastava Wyominga
Zastava Wyominga je službena zastava američke savezne države Wyoming. U sredini zastave nalazi se silueta američkog bizona dok su rubovi zastave crvene i bijele boje. Crvena simbolizira Indijance i američke pionire koji su dali svoje živote a bijela čistoću i pravednost. Zastavom dominira plava boja koja aludira na boju neba i udaljene planine. Također, to je i simbol vjernosti, pravednosti i muškosti.
Bizon koji dominira na zastavi Wyominga predstavlja lokalnu faunu dok se u sredini njegovog tijela nalazi grb države Wyoming koji simbolizira običaj žigosanja stoke.
1916. godine organizacija "Wyominške kćeri američke revolucije" je raspisala natječaj kojim je pozvala javnost da se uključi u dizajniranje zastave Wyominga. Ponuđena je i nagrada od 20 dolara a organizacija je primila 37 prijedloga. Odabran je crtež Verne Keays koja je nedugo prije toga diplomirala na Institutu za umjetnost u Chicagu.
31. siječnja 1917. guverner Robert D. Monteno je potpisao Zakon o državnoj zastavi čime je Keaysin prijedlog službeno prihvaćen.
Grace Raymond Hebard koja je predavala na Sveučilištu Wyoming, predložila je promjene na dizajnu državne zastave. U izvornom obliku bizon je letio čime se htjela prikazati njegova bivša sloboda kada je lutao ravnicama Wyominga. Tako je u konačnici usvojen izgled današnje zastave.
2001. godine je Sjevernoameričko veksilološko društvo provelo istraživanje o najbolje dizajniranim zastavama američkih saveznih država i teritorija te kanadskih provincija. Zastava Wyominga je svrstana na 23. mjesto.